# Samsung Galaxy Core Plus
Samsung Galaxy Core Plus - Android смартфон, разработанный Samsung Electronics. Он был выпущен в октябре 2013 года и работал на Android 4.2.2 (Jelly Bean) и имел 4,3-дюймовый дисплей..

## История
Samsung Galaxy Core Plus был анонсирован и выпущен в октябре 2013 года. Эта модель стала доступна всего через несколько месяцев после выхода оригинального Galaxy Core в мае 2013 года.  Этот выпуск рассматривался как часть стратегии по выпуску новых телефонов для поддержания интереса потребителей..

## Технические характеристики
Samsung Galaxy Core Plus имел 4 Гб внутренней памяти с возможностью расширения через microSD до 64 Гб, а также 512 Мб RAM. Он имел аккумулятор емкостью 1800 mAh и 4,3-дюймовый дисплей. Он был оснащен 5 МП камерой на задней панели и 0,3 МП камерой на передней панели..
Есть и другие варианты, представленные на других рынках, которые отличаются техническими характеристиками. Например, Galaxy Core Plus, выпущенный на Тайване и в Европе, поставлялся с 768 МБ оперативной памяти.
 Это было отмечено за то, что он уступает оригинальной модели Core, которая имела 1 ГБ оперативной памяти и 8 ГБ внутреннего хранилища..